# 風櫃の少年
『風櫃（フンクイ）の少年』（フンクイのしょうねん、原題：風櫃來的人、英題：The Boys from Fengkuei）は1983年製作の台湾映画。

## 概要
侯孝賢（ホウ・シャオシェン）が初めて自伝的題材を扱った作品。1984年のナント三大陸映画祭でグランプリを受賞し、侯孝賢の名を世界に知らしめた。
日本では1985年のぴあフィルムフェスティバルで『風櫃から来た人』の邦題で上映された後、1990年に『風櫃の少年』の邦題で劇場公開された。

## キャスト
- アーチン（阿清）：鈕承澤（ニュウ・チャンザイ）
- アーロン（阿栄）：張世（チャン・シイ）
- グォズ：趙鵬學（チャオ・パンジュ）
- アーホ（黄錦和）：陳博正（チェン・ポウチョン）
- シャオシン（小杏）：林秀玲（リン・シウリン）
- ：張民齢
- ：張純芳
- ：度宗華（トゥオ・ゾンファ）

## スタッフ
- 監督：侯孝賢（ホウ・シャオシェン）
- 原案・脚本：朱天文（ジュー・ティエンウェン）
- 撮影：陳坤厚（チェン・クンホウ）
- 編集：廖慶松（リァオ・チンソン）
- 音楽：李宗盛（リー・ゾンチョン）、蘇来（スー・ライ）
- 美術：蔡正彬（ツァイ・ゾンビン）
- 製作：陳坤厚（チェン・クンホウ）、張華坤（チャン・ホワクエン）
- 製作総指揮：林榮豊（リン・ロンフォン）